# Кеауэ, Дженоа
Дженоа Кеауэ (Дженоа Леилани Адольфо Кеауэ-Аико, англ. Genoa Leilani Adolpho Keawe-Aiko, «Тётя Дженоа», 31 октября 1918, Гонолулу — 25 февраля 2008, Гонолулу) — гавайская певица и гитаристка (укулеле). Она оставалась на гавайской музыкальной сцене в течение шестидесяти лет. Её творчество часто описывается синонимом «легендарная», особенно за её голос. Дженоа Кеауэ исполняла традиционные гавайские мелодии, а также хапа-хаоле.
Дженоа Кеауэ была избрана почётным доктором Гавайского университета. В 2007 году она была удостоена премии Глэдис Камакакуокалани Аиноа Брандт Купуна (PBN’s Gladys Kamakakuokalani 'Ainoa Brandt Kupuna Award).
Родилась в Какаако, районе Гонолулу, в бедной семье. Впервые занялась музыкой в десять лет, когда начала петь в хоре церкви мормонов. Стала профессиональным музыкантом перед Второй мировой войной, выступая в клубах, затем стала выступать на радио. В начале карьеры её заработков было недостаточно, и она зарабатывала на жизнь, работая таксистом и продавая леи. Хотя её родным языком был английский, она выучила гавайский и исполняла на нём. Возможно, у неё был самый широкий репертуар из всех исполнителей гавайских песен.
Дженоа Кеауэ записывала музыку профессионально с 1946 года, сначала в компании 49th State Hawaii, затем с Hula Records, а впоследствии основала собственную компанию, Genoa Keawe Records. Она выступала в одном и то же стиле в течение пятидесяти лет, популяризируя гавайскую музыку по всему миру, хотя участники её группы, Aunty Genoa’s Hawaiians, менялись со временем. Она знаменита своим фальцетом, который стал её отличительной чертой.
У Дженоа Кеауэ было двенадцать детей.